# Dimitrios Tanopulos
Dimitrios Tanopulos (gr. Δημήτριος Θανόπουλος; ur. 2 sierpnia 1959) – grecki zapaśnik walczący w stylu klasycznym. Srebrny medalista olimpijski z Los Angeles 1984 w kategorii 82 kg.
Dwukrotny uczestnik mistrzostw świata, czternasty w 1987. Siódmy na mistrzostwach Europy w 1984. Wicemistrz igrzysk śródziemnomorskich w 1983 i brązowy medalista w 1979 i 1987. Wojskowy mistrz świata z 1983 roku.
- Turniej w Los Angeles 1984

Pokonał Yasutoshiego Moriyamę z Japonii, Ernesto Razzino z Włoch, Siegfrieda Seibolda z RFN, a przegrał z Jarmo Övermarkiem z Finlandii i Rumunem Ionem Draicą.